# Bloemfontein Challenger
Il Bloemfontein Challenger è stato un torneo professionistico di tennis giocato su campi in cemento. Faceva parte dell'ATP Challenger Series. L'unica edizione si è disputata a Bloemfontein in Sudafrica.

## Albo d'oro

### Singolare
| Anno | Campione       | Finalista  | Punteggio |
| ---- | -------------- | ---------- | --------- |
| 1987 | Philip Johnson | Mike Bauer | 6–2, 6–4  |

### Doppio
| Anno | Campioni                   | Finalisti                   | Punteggio     |
| ---- | -------------------------- | --------------------------- | ------------- |
| 1987 | David Felgate Nick Fulwood | Mike Bauer Peter Palandjian | 6–1, 3–6, 6–4 |